# Воронаев, Иван Ефимович
Иван Ефимович Воронаев (имя при рождении — Никита Петрович Черкасов; 16 апреля 1885 — 5 ноября 1937) — проповедник, миссионер, основатель пятидесятнического движения в странах бывшего СССР. Пастор Первой Одесской Церкви ХВЕ.

## Обращение
Н. П. Черкасов вошёл в историю под именем Ивана Воронаева, которое получил при оформлении поддельного паспорта . Родился в семье оренбургского казака. Окончив школу, работал писарем у станичного атамана. В 1907 году был призван на действительную службу, и служил в 5-м оренбургском казачьем полку в городе Казермес (Туркестан). Во время прохождения службы случайно попал на богослужение евангельских христиан-баптистов и стал баптистом, приняв крещение в Ташкентской общине христиан-баптистов.

«… если вы спросите меня: где родился Христос? То я могу ответить вам: В Вифлееме моего сердца. Если опять спросите: а когда родился Христос? Отвечу вам: 12 августа, 1907 года, в тот день, когда я верою принял Его в своё сердце, как Спасителя».
Иван Ефимович Воронаев. Журнал «Евангелист», № 2/1928 г, стр.3

В 1912 году вместе с женой эмигрировал в США. Окончил библейский колледж в Беркли, Калифорния. После этого несколько лет возглавлял славянскую баптистскую церковь в Сиэтле. В Нью-Йорке познакомился с учением пятидесятников и принял практику глоссолалии. В 1919 году организовал русскую пятидесятническую Церковь в г. Нью-Йорке.
В 1919 году Воронаев встретился с новым и ревностным христианином Порфирием Ильчуком и благословил его в желании распространить евангелие в Украине. Порфирий в конечном итоге вернулся на родину и стал ключевым фигурантом в расширении и установлении пятидесятнического движения и церквей в западной Украине.

## Миссионерская деятельность в Советском Союзе
В 1921 году вместе с семьёй Воронаев вернулся в Украину и поселился в Одессе, где 12 ноября 1921 года в Сабанском переулке он открыл первую пятидесятническую церковь.
Через несколько лет образовывается Союз Христиан евангельской веры (ХЕВ), председателем которого становится Иван Воронаев. На прошедшем в 1926 году втором Всеукраинском съезде ХЕВ сообщалось о 350 церквях и 17 000 верующих. К этому времени пятидесятнические общины появились почти во всех областях Украины, а также в центральных районах России, на Урале, Кавказе, Сибири и в Средней Азии ( Узбекистан, Казахстан, Кыргызстан). В своём (предположительно последнем) письме в Генеральный совет Ассамблей Бога в августе 1929 года Воронаев сообщает о 25 тыс. членах церкви.
Вплоть до своего ареста И. Е. Воронаев был штатным сотрудником Генерального совета Ассамблей Бога.

## Арест и смерть
В 1930 году Иван Ефимович Воронаев и его единомышленники были арестованы и сосланы в Коми АССР. 
Летом 1936 года Воронаев был направлен в ссылку в Калужскую область. В это время он тайно приезжал в Одессу, где посетил могилу дочери Веры. В октябре того же года Воронаев был вторично арестован, осуждён на 5 лет и отправлен в лагерь под Мариинском.
2 ноября 1937 года тройкой НКВД Воронаев был приговорён к расстрелу. Приговор приведён в исполнение 5 ноября 1937 года  в лагере под Мариинском.
Лишь спустя годы после его гибели жена Воронаева смогла вернуться в США, куда ранее выехали её дети.
Бюст И. Е. Воронаева высечен на памятнике «Героям веры» в Одессе. 3 августа 2018 года в городе Мариинске Кемеровской области состоялось торжественное открытие памятного знака (мемориальной доски) Воронаеву.